# Sulzach
Die Sulzach ist ein etwa 42 km langer linker Zufluss der Wörnitz im bayerischen Landkreis Ansbach. Er ist gemessen an seiner Länge der größte, gemessen an seinem Teileinzugsgebiet der zweitgrößte Nebenfluss der Wörnitz und mündet nach insgesamt ungefähr südsüdöstlichem Lauf bei Wittelshofen.

## Name
Das Flüsschen hieß früher auch Sulz und war so der Namensgeber für den Ortsteil Kloster Sulz im Markt Dombühl. Auch die kleine Ortschaft Sulzach mit rund 130 Einwohnern, ein Ortsteil der Gemeinde Dürrwangen mit heute genau gleichlautendem Namen, liegt weiter talabwärts am Ufer.

## Geographie

### Quelle
Die Sulzach entspringt auf der Frankenhöhe weniger als einen Kilometer südöstlich des Ortsrandes von Schillingsfürst an einer Waldspitze in die Flurgemarkung Kothenbach auf etwa 516 m ü. NHN. Etwa 200 m unterhalb ihres in der Flur an Randgehölz erkennbaren obersten Laufes zeichnet die BayernAtlas-Karte einen Quellpunkt mit der Bezeichnung Sulzachquelle auf etwa 502 m ü. NHN ein. Die Quelle liegt in Luftlinie nur etwa anderthalb Kilometer östlich der Quelle der Wörnitz, in welche die Sulzach nach etwa 41,9 Kilometern mündet.

### Oberlauf Feuchtwangen
Die Sulzach läuft dann nach Südosten und tritt nach wenigen hundert Metern für etwa zwei Kilometer in den Wald ein, wo zugleich das Gebiet der Gemeinde Dombühl beginnt. Nach ihm fließt sie dauerhaft in offener Landschaft, in einer Talmulde, die links und rechts von bewaldeten Erhebungen begleitet ist, wenig windungsreich und zunächst dicht begleitet von Ufergehölz. Sie speist beim Dombühler Ortsteil Ziegelhaus einen Teich von etwa 1,7 ha Größe und quert dann die Ansiedlung. Bald folgt am linken Ufer der Ortsteil Kloster Sulz, wonach der Uferbewuchs spärlicher wird und die Bahnstrecke Nürnberg–Crailsheim sie überquert. Von hier an wird sie von der davon abzweigenden Bahnstrecke Dombühl–Nördlingen rechts über dem unmittelbaren Taltrog begleitet, auf der aber kaum noch Verkehr stattfindet. Inzwischen ist die recht flache weitere Talmulde schon über zwei Kilometer breit, der Fluss verläuft an deren Ostrand und passiert die auf dem linken Randhügel gebauten Ortsteile Bortenberg sowie Baimhofen.
Danach schneidet er einen siedlungslosen Westzipfel Auracher Gemarkung auf seiner Rechten ab. Hier kreuzt die A 6 auf einem baumbepflanzten breiten Damm die unmittelbaren Talmulde, beim Auracher Dorf Vehlberg nahe dem linken Ufer nimmt er gleich darauf von derselben Seite den Auwiesengraben auf.
Hiernach fließt die Sulzach in die ausgedehnte Stadtgemarkung von Feuchtwangen ein. Ähnelte der Gewässerlauf von Kloster Sulz bis hierher oft einem noch dazu oft bewuchslosen Graben, so legt sie sich künftig häufig in wilde Schlingen, etwa ab der rechtsseitigen Mündung des langen Rödenweiler Mühlbachs beim namengebenden Dorf Rödenweiler. Die nächste Ansiedlung, diesmal links unmittelbar am Ufer, ist Neidlingen. Danach fließt, nachdem dieser etwas zuvor noch die Dörfer Archshofen und Dorfgütingen auf dem rechten Hügel getrennt hat, der wieder längere Gutenbach zu. Auch hier legt sich der Fluss wieder in sehr geschlungene Wiesenmäander.
Wenig danach fließt er am hart ans linken Ufer grenzenden Weiler Bonlanden vorbei, dem gegenüber der von Gehrenberg zulaufende Mühlgraben mündet. Ab hier folgt die B 25 in etwas Abstand auf den rechten Hügeln der Sulzach. Rund zwei Flusskilometer weiter im Süden erreicht in analoger Lage der Bieberbach gegen das ebenfalls linksufrige Leiperzell den kleinen Fluss. Bei Poppenweiler auf dem Ostufer, wo von Westen der Ransbach einfließt, beginnt eine Gruppe von sechs Einöden beidseits des Laufes bis zum Jungenhof, nach dem die Staatsstraße 1066 den Lauf quert, die Nordtangente für das dahinter bald folgende Feuchtwangen.

### Mittellauf bis zum Leitenbach bei Langfurth-Oberkemmathen
Diesen größten Ort am Sulzachlauf mit der Altstadt links am Hangfuß und in der schmalen linken und den Gewerbezonen in der weiteren und flacheren rechten Aue durchquert der Sulzachfluss fast ganz in einem unbebauten Flurstreifen, außer im Bereich der Brücke der Unteren Torstraße, die von Westen her die Sulzach zur Altstadt hin überspannt. Im abwärtigen Stadtbereich queren noch die Staatsstraße 2222 sowie eine von der sich daraufhin nach Süden ins Wörnitztal kehrenden B 25 abgehende Spange am südlichen Siedlungsrand über neuere Brückenbauten die Sulzach.
Unterhalb der Walkmühle gegenüber dem Dorf Aichenzell auf der rechten Seite, wo der Überschlagbach zuläuft, beide noch im Weichbild Feuchtwangens, beginnt wieder ein Abschnitt, in dem der Fluss in einer bäuerlichen Landschaft an nur sporadischen kleinen Ansiedlungen und Mühlenstandorten vorbeizieht. Zunächst fließt er zwischen Koppen- am linken und Herrnschallbach am rechten Hangfuß durch und nimmt dann von links den Schönbach auf. An der Hainmühle tritt die Kreisstraße AN 41 in die linke Aue, gegenüber liegt Zehdorf auf den rechten Randhügeln. Danach verengt sich der zuvor deutlich weitere Flurstreifen zwischen den Waldrändern beiderseits auf den begleitenden Hügeln auf eine Breite von nur noch gut anderthalb Kilometern; hier tritt die Sulzach nämlich zwischen die ausgedehnten Waldgebiete von Dentleiner Forst im Osten und Frickinger Wald im Westen.
Nach dem Dorf Krapfenau in der linken Aue, dem im Westen die Krapfenauer Mühle gegenüberliegt, beginnt – zunächst nur auf der Westseite – das Gebiet des Marktes Dürrwangen, erster Ort ist das Dorf Sulzach an einem kleinen rechten Zufluss. Dann fließt am letzten Feuchtwangener Dorf Weikersdorf auf dem abwärtigen Mündungssporn vorbei der längere Lotterbach zu. Das ausgedehnte Marktdorf Dürrwangen selbst liegt auf dem rechten Ufer, gefolgt von der zugehörigen Trendelmühle. Ab Dürrwangen läuft die Sulzach für etwa drei Kilometer (in Luftlinie) fast östlich, vorbei an wenigen Einöden und einem Weiler am Rand der flachen Aue. Von diesem kleinen Ort her, der Dürrwangener Witzmannsmühle, quert daraufhin nordöstlich die Staatsstraße St 2220 Tal und Fluss. Nach ihr beginnt linksseits die Gemeindegemarkung von Langfurth. Gleich darauf laufen wieder zwei längere Nebenbäche zu, zunächst von rechts und Westen das Hühnerbächlein, dann von links der Leitenbach, auch Neumühlbach genannt, dessen Quellen im Norden bei Dentlein liegen. An diesem Zulauf kurz vor dessen Dorf Oberkemmathen sind schon beide Ufer langfurthisch und die Sulzach knickt hier abrupt in die Laufrichtung ihres Zuflusses nach Südosten ab.

### Unterlauf
Sie passiert zunächst Oberkemmathen, das links am Ufer und Unterhang liegt. Gleich nach dem Ort mündet der Langfurther Mühlgraben von links. Nachdem sie am letzten Pfarrdorf Dorfkemmathen der Gemeinde im Tal in analoger Lage rechts am Ufer vorbeigezogen ist, speist der Kritzenbach sie wiederum von links. Der nächste Nebenbach Hochwiesgraben erreicht sie dagegen von Westen her durch das Wittelshofener Kirchdorf Untermichelbach, knapp vor Ortseintritt in den Gemeinde-Hauptort Wittelshofen selbst fließt als letzter größerer der Grüber Bach aus dem Nordnordosten zu. Sein Lauf passiert den Westfuß des Jura-Zeugenbergs Hesselberg (689 m ü. NHN), auf dessen unterstem flachen Hang neuere Siedlungsteile des Hauptorts erbaut sind, während der alte Ortskern, über die Brücke der Staatsstraße St 2218 verbunden, gegenüber auf dem ebenso flachen Mündungssporn der Sulzach gegen die obere Wörnitz steht. Am flussabwärtigen Dorfende mündet die Sulzach dann von links und auf etwa 426 m ü. NHN in die hier von Südwesten her zuströmende mittlere Wörnitz, welche hier dann zunächst in die Laufrichtung ihres größten Zuflusses abknickt.

### Daten des Laufs
Die Sulzach ist 41,9 km lang und mündet nur 90 Höhenmeter unterhalb ihres Ursprungs. Sie hat damit ein sehr kleines mittleres Sohlgefälle von nur rund 0,2 ‰, was sie ebenso wie ihre auf großer Skala etwa südsüdöstliche Laufrichtung als einen konsequenten, also ungefähr in Richtung des Schichtenfallens zur Donau hin fließenden Fluss ausweist, was sie mit ihren Nachbarflüssen Wörnitz im Westen und Wieseth bzw. Altmühl im Osten gemeinsam hat.

### Einzugsgebiet
Das nirgends auch nur 9 km breite und fast 30 km lange, sich von Schillingsfürst im Nordnordwesten nach Wittelshofen im Südsüdosten erstreckende Einzugsgebiet der Sulzach umfasst etwa 191 km² und grenzt im Norden und Osten an das der Altmühl. Bald ist hier die unmittelbare Konkurrentin deren rechter Nebenfluss Wieseth, ganz zuletzt sind es auf dieser Seite dann kürzere nördliche Zuflüsse zur unteren Wörnitz. Auf der rechten Seite der Sulzach verläuft die Wasserscheide von Süden bis Norden gegen die obere Wörnitz; deren eigene Quelle liegt nur gut einen Kilometer vom Sulzbachursprung entfernt, die Flüsse sind nirgendwo mehr als acht Kilometer voneinander entfernt und laufen oft fast parallel nach Südsüdosten. Ganz im Norden in Schillingsfürst grenzt sehr kurz jenseits der Wasserscheide auch Tauber-Einflussgebiet an, womit diese hier auf einem kleinen Stück Teil der Europäischen Hauptwasserscheide zwischen den diesseits über die Donau ins Schwarze Meer und den jenseits über den Rhein zur Nordsee laufenden Flüssen ist.

## Zuflüsse
Aufgeführt von der Quelle zur Mündung. Längen abgemessen auf dem BayernAtlas oder auf LUBW-FG10. Wegen der bei den Sulzach-Nebenflüssen sehr häufigen Teichdurchflüsse ist mit größerer Ungenauigkeit des Verfahrens als gewöhnlich zu rechnen.

### Oberlauf bis Feuchtwangen
- Waldgraben, von links am ersten Haus von Baimhofen vorbei, 1,0 km.
- Finsterlochgraben, von links an der Nordseite der A 6, ca. 1,1 km. Entsteht nördlich des Burglersbergs im Finsteren Loch.
- Auwiesengraben, von links bei Aurach-Vehlberg, ca. 1,8 km. Entsteht westlich von Aurach-Weinberg keinen halben Kilometer von der Wieseth-Quelle entfernt.
- Rödenweiler Mühlbach, von rechts bei Feuchtwangen-Rödenweiler auf etwa 453 m ü. NHN, ca. 5,4 km. Ursprung nördlich des Straubenbergs an der Bahnlinie.
- Wolfsgraben, von links beim Feuchtwanger Böhlhof, ca. 1,6 km. Entsteht wenig östlich der Feuchtwanger Wolfsmühle
- Gutenbach, von rechts bei Feuchtwangen-Dorfgütingen auf 450,9 m ü. NHN, ca. 4,1 km. Entsteht südlich des Straubenbergs.
- Mühlgraben, von rechts gegenüber Bonlanden nach Passieren der Krobshäuser Mühle, ca. 2,3 km. Entsteht nördlich von Feuchtwangen-Gehrenberg.
- Krobshäuser Graben, von rechts kurz danach im Süden an Krobshausen vorbei, ca. 1,6 km. Entsteht am Nordosthang des Hetzenbergs.
- Krummbach, von links bei Feuchtwangen-Unterdallersbach, ca. 3,5 km. Entsteht nordöstlich von Feuchtwangen-Hinterbreitenthann.
- Bieberbach, von rechts bei Feuchtwangen-Banzenweiler und gegenüber Feuchtwangen-Leiperzell auf wenig unter 447,2 m ü. NHN, ca. 3,5 km. Entsteht nordwestlich des Hetzenbergs.
- Ransbach, von rechts beim Feuchtwanger Georgenhof und gegenüber von Feuchtwangen-Poppenweiler in den Nebenlauf der Wörnitz um die Feuchtwanger Oberrothmühle herum, ca. 3,7 km. Entsteht am Abhang des Steinbergs nach Oberransbach herab.

### Mittellauf bis zum Leitenbach bei Langenfurth-Oberkemmathen
- Dettenbach, von rechts am Nordrand des Industriegebiets von Feuchtwangen, ca. 2,1 km. Entsteht südlich des Rothbergholzes und westlich von Feuchtwangen-Sommerau.
- Schleifbach, von rechts an der Schleifmühle und dem Umspannwerk im südwestlichen Stadtbereich von Feuchtwangen, ca. 2,3 km. Entsteht südlich von Feuchtwangen-Esbach.
- Überschlagbach, von rechts bei Feuchtwangen-Aichenzell gegenüber der Feuchtwanger Walkmühle, ca. 3,2 km. Entsteht nahe bei Feuchtwangen-Höfstetten und passiert die Überschlagmühle.
- Schönbach, von links bei Feuchtwangen-Koppenschallbach auf 441 m ü. NHN, ca. 7,6 km. Länge zusammen mit seinem längeren linken Oberlauf Aichabach, der selbst ca. 4,5 km erreicht. Sein wenig kürzerer rechter Wüstenbach bringt es auf ca. 3,9 km. Der Aichachbach entsteht nördlich von Steinbach am Rand der AN 37.
- Geigersklingengraben, von rechts kurz danach, ca. 2,5 km. Entsteht am Waldeintritt der B km südlich von Feuchtwangen-Kaltenbronn.
- Weitersgraben, von rechts kurz nach Durchqueren von Feuchtwangen-Zehdorf, ca. 1,6 km. Entsteht etwa 600 Meter ostnordöstlich von Feuchtwangen-Mögersbronn am Rand des Schelmholzes.
- Hirtenbach, von links bei Feuchtwangen-Krapfenau, ca. 2,4 km. Entsteht etwa einen Kilometer nordnordöstlich von Feuchtwangen-Bernau im Birkenfeld.
- Jägersbrünnlein, von rechts bei der Krapfenauer Mühle, ca. 3,0 km. Entsteht weniger als einen Kilometer südlich von Mögersbronn am Waldrand des Muckenschlagholzes.
- Wegweiherbach, von rechts durch Dürrwangen-Sulzach, ca. 2,1 km. Entsteht weniger als einen Kilometer westnordwestlich von Dürrwangen-Flinsberg im südlichen Frickinger Wald.
- Lotterbach, bei Feuchtwangen-Weikersdorf von links auf 437,2 m ü. NHN, ca. 5,5 km. Entsteht beim Neuweiher in einem Nordzipfel des Feuchtwanger Gemeindegebiets umgeben vom Oberen Dentleiner Forst.
- Weihergraben, von rechts am nördlichen Ortsrand von Dürrwangen auf 436,5 m ü. NHN, ca. 1,5 km. Entsteht östlich von Flinsberg im Tannenbusch.
- Seeholzgraben, von links beim Angerhof von Dentlein am Forst, ca. 2,6 km. Fließt aus dem Seeweiher nördlich des Dürrwanger Pfaffenfeldes.
- Hühnerbächlein, von rechts nach Passieren der Dürrwanger Lohmühle, ca. 6,2 km. Entsteht beim Waldsportplatz westlich von Flinsberg.
- Leitenbach, am Unterlauf Neumühlbach, von links bei Langfurth-Oberkemmathen, ca. 6,4 km.. Entsteht als Erlbach (rechter Oberlauf) nahe dem Sportplatz von Dentlein am Forst im Wald und wird teilweise auch nach diesem Quellbach benannt. Am Unterlauf nach Passieren des Neumühleweihers heißt er Neumühlbach.

### Unterlauf vom Leitenbach bis zur Mündung in Wittelshofen
- Hutweihergraben, von rechts an der Oberkemmathener Straßenbrücke ins Sandfeld, ca. 2,6 km. Entsteht zwischen Dürrwangen-Haslach und dem Zankenberg im Süden im Wald.
- Langfurther Mühlgraben, von links zwischen Oberkemmathen und der Langfurther Kläranlage, ca. 4,5–4,7 km. Entsteht aus dem Zusammenfluss der etwa gleich langen Quellbäche Grundbach (links) und Kesselbach (rechts) bei Langfurth-Stöckau. Länge einschließlich des längeren Oberlaufs.
- Schrumbach, von rechts nahe der Mühlgasse von Langfurth-Dorfkemmathen, ca. 2,1 km. Entsteht als Himmelreithbach (linker Oberlauf) etwa 300 m nordwestlich des Dinkelsbühler Rosenhofs.
- Grundbach, von links hundert Meter danach, ca. 1,8 km. Entsteht rechts gegenüber dem Zulauf des Langfurther Mühlgrabens in der Sulzachaue im Sandfeld und wird kurz vor der Sulzachbrücke von Dorfkemmathen unter dem Fluss durchgeführt auf die linke Außenseite, von der aus er dann bald mündet.
- Kritzenbach, von links gegenüber der Kläranlage unterhalb von Dorfkemmathen, ca. 4,9 km. Entsteht etwa 2,5 km nordöstlich von Langfurth-Ammelbruch im Wald nördlich der AN 50.
- Sulzachwiesengraben, von links vor Sulzachbrücke von Wittelshofen-Untermichelbach. Entsteht nahe der Kritzenbach-Mündung in der Aue, ca. 2,3 km.
- Hochwiesgraben, von rechts weniger als 200 m südöstlich der Untermichelbacher Sulzachbrücke, ca. 6,3 km. Mit dem längeren rechten Oberlauf Auchtgraben, der Abfluss eines Teichs nördlich von Dinkelsbühl-Sinbronn ist.
- Kreutbrunnengraben, von links etwa 300 m östlich der Untermichelbacher Sulzachbrücke auf 428,6 m ü. NHN, ca. 4,2 km. Entsteht östlich von Langfurth-Ammelbruch am Waldrand.
- Grüber Bach, von links nördlich von Wittelshofen-Grabmühle, ca. 4,3 km. Entsteht nördlich von Wittelshofen-Grüb am Westrand einer Waldinsel. Sein Bachtal begrenzt den Hesselberg im Westen.
- Weihergraben, von rechts durch Wittelshofen neben der Sulzachbrücke, ca. 1,9 km. Entsteht an einem Feldwegkreuz im westlichen Wittelsbacher Rotbühl.